# 響鳴音
響 鳴音（ひびき めい、1984年5月16日 - ）は、日本のAV女優。趣味は音楽鑑賞、楽器。

## 略歴
- 2004年4月 - 『たわわな果実』で望月なな名義でAVデビュー。
- 2005年1月 - 『デジタルモザイク Vol.062』でMOODYZより『100cm Icup 爆乳アイドル「望月なな」20才のセルDEBUT!!』でディープスよりセルデビュー。
- 2005年12月頃 - 1年間休業する。
- 2006年末頃 - 響鳴音に改名し復帰。

## 作品

### アダルトビデオ
望月なな 名義
2004年
- たわわな果実（4月22日、クリスタル映像）
- 秘密の爆乳（5月29日、クリスタル映像）
- 女乳 望月なな（6月26日、クリスタル映像）
- コスプレ召使い 望月なな（7月、クリスタル映像）
- feel（8月、クリスタル映像）
- A級乳犯（9月18日、クリスタル映像）

2005年
- デジタルモザイク Vol.062（1月1日、MOODYZ）
- 100cm Icup 爆乳アイドル「望月なな」20才のセルDEBUT!!（1月6日、ディープス）
- おっぱい1メートル （2月1日、ワンズファクトリー）
- 爆乳秘書ペット（3月18日、タカラ映像）
- パイレズビアン 2 〜レズでしか魅せられない巨乳エロス〜（4月8日、ドグマ）…共演:青木美和
- ゴスロリ （5月1日、ワンズファクトリー）他出演:乃亜、紗月結花、宮咲志帆、如月凛
- 僕は女性専用マンションオーナー パート1 [101〜103号室の女編]（5月19日、V&Rプロダクツ）他出演:冴羽まゆ、中島あいり
- 爆乳300cm中出し（7月13日、カルマ）共演:RIRICO、姫川麗
- 巨乳女教師狩り（8月4日、ヒビノ）
- THE 巨乳女教師4（8月10日、ドリームチケット）他出演:ユリア、常磐理子
- 京乃あずさ 望月ななのイキッパ! （10月3日、グローリークエスト）共演:京乃あずさ
- THE 巨乳スチュワーデス4（10月10日、ドリームチケット）他出演:ユリア、明乃夕奈
- 巨乳大制服 （10月29日、レイジングカンパニー）他出演:姫川麗、真咲菜々、みなとあゆみ
- Mrs.裸エプロン 3（11月10日、ドリームチケット）他出演:青山葉子、常磐理子
- 痴漢の虜になった私たち 〜痴漢中毒の女〜 （11月17日、SODクリエイト）共演:咲月ゆり、早乙女未央
- Wボイン痴女（12月19日、クロス）…共演:小川音子

2007年
- 巨乳制服宣言!（6月22日、タイガーマイスターズ）共演:姫川麗

響鳴音 名義
2006年
- ULTRA BIG TITS Icup100cm 響鳴音（11月10日、プレステージ）

2007年
- Tokyo Five Girls（2月2日、竹書房）他出演:寧々、姫乃るり、日比野夕希、元木ひなよ
- 家庭教師はガマンできない 25（3月24日、クリスタル映像）他出演:天海春菜、衣川音寧、関彩菜、永崎みや、高原智美
- 家庭教師は女子大生 Special 13（4月20日、クリスタル映像）他出演:上原ちなつ、不動あきな、姫乃留美、観月若菜、水森あおい、衣川音寧、永崎みや、関彩菜
- メープルマフィンホテル 005（6月8日、ゴーゴーズ）
- 人妻萌えレオタード（7月13日、マルクス兄弟）
- レズビアン25（8月10日、U&K）共演:富永ルナ
- 爆乳中出しFUCK 響鳴音（9月8日、隼エージェンシー）
- ダブルイカセ4時間（9月18日、おかず。（ケイ・エム・プロデュース））共演:葉月奈穂
- 接吻や乳首舐められながら手コキされた僕。（10月1日、ワンズファクトリー）他出演:紅音ほたる、宝月ひかる、加藤ツバキ、彩芽はる、朝倉みき、中村さら、月嶋りお、葉月紗絢、小林メイ
- セレブ妻不倫リポート VOL.17（10月11日、プレステージ）
- 男子禁制 ヌルヌル濡淫遊び（10月12日、U&K）共演:富永ルナ 他出演:花泉結香、青山亜里沙
- フェラコレ2007秋SP （10月13日、隼エージェンシー）他多数出演
- バイブ白書M 巨乳羞恥電動肉棒（11月1日、AVS）
- 近親相姦 潤愛の巨乳母（12月1日、グローリークエスト）
- デカパイでか尻ソープ嬢（12月1日、ワンズファクトリー）
- 同性愛ペニバン同好会（12月13日、マルクス兄弟）…共演:緒川さら

2008年
- ボイン大好きしょう太くんのHなイタズラ 7（1月3日、グローリークエスト）
- 狙われた人妻 無理やり犯される5人の人妻たち 第4章（1月12日、隼エージェンシー）他出演:天宮まなみ、三浦亜沙妃、日比野夕希、一ノ瀬あきら
- Big Boin Style（1月12日、隼エージェンシー）他出演:澄川ロア、花野真衣、南沙也香、一ノ瀬あきら、坂本愛海
- 巨乳強姦中出し 2（1月19日、BRAVO）他出演:雨宮しおん、紅りんご、南沙也香、一ノ瀬さな、岡本きら、華咲りょう、佐伯なな、長谷川なあみ、優木さくら、華月志保
- 激しいピストンで突くたびに揺れる乳（1月25日、イエロー）
- こだわりの手コキ 4時間SP VII（2月9日、隼エージェンシー）他多数出演
- 広島セレブ中出し（3月15日、小林興業）
- 爆乳ちゃん 私、頼まれちゃうと断れないんです。（4月1日、ワンズファクトリー）
- フェラコレ2008春SP（4月12日、隼エージェンシー）他多数出演
- 教え子の母（4月19日、MARIA）
- 手コキでベロちゅ〜 2 12人の接吻&手淫絶頂（4月19日、イエロー）他11名出演
- 官能小説朗読オナニ〜 2（5月19日、イエロー）他出演:小日向しおり、宮下まい、雨音しおん、浜崎りお、愛菜りな、星優乃、長谷川なあみ、愛里ひな、福沢あや、蜜井とわ、永瀬あき
- BBB -Big Boobs Butt 3（5月21日、実録出版）
- 小悪魔98センチIカップアゲ嬢（5月23日、映天）
- 爆乳は一見にしかず!（5月24日、クリスタル映像）
- SOAP （6月7日、桃太郎映像出版）共演:葉月奈穂
- SOAP EXTRA（6月7日、桃太郎映像出版）共演:葉月奈穂 他出演:結城凛、浅田ちち、南まりん
- 不倫若妻 夫に相手にされない哀れな101cm、Icup爆乳妻（6月20日、OFFICE K'S）
- 爆乳保母さんの優しいパイズリ （7月1日、ワンズファクトリー）他出演:浜崎りお、蜜井とわ、川峰さくら、新垣ゆい、星しほ
- 巨乳レイプ4時間第14章 （9月13日 隼エージェンシー）他出演:雨音しおん、蜜井とわ、絢音ミミ、浜崎りお、葉月奈穂、加藤はるな
- 窒息顔騎と絞めつけ騎乗位（10月1日、ワンズファクトリー）他出演:風間ゆみ、藤本もも、蜜井とわ、乃亜、ICHIKA、@YOU、羽田夕夏、芽衣奈、夏川亜咲

2009年
- 誘惑 おねだりセレブ妻の生態（1月1日、ワンズファクトリー）他出演:長澤リカ、蜜井とわ、小林芽衣、堀口奈津美、南沙也香